# Берлін (Іллінойс)
Берлін (англ. Berlin) — селище (англ. village) в США, в окрузі Сенґамон штату Іллінойс. Населення — 141 особа (2020).

## Географія
Берлін розташований за координатами 39°45′28″ пн. ш. 89°54′10″ зх. д. / 39.75778° пн. ш. 89.90278° зх. д. (39.757649, -89.902664).  За даними Бюро перепису населення США в 2010 році селище мало площу 2,59 км², уся площа — суходіл.

## Демографія
Згідно з переписом 2010 року, у селищі мешкало 180 осіб у 84 домогосподарствах у складі 48 родин. Густота населення становила 70 осіб/км².  Було 93 помешкання (36/км²).
Расовий склад населення:
| - 97,8 % — білих - 0,6 % — корінних американців - 0,6 % — азіатів |

До двох чи більше рас належало 1,1 %. Частка іспаномовних становила 1,1 % від усіх жителів.
За віковим діапазоном населення розподілялося таким чином: 20,0 % — особи молодші 18 років, 57,2 % — особи у віці 18—64 років, 22,8 % — особи у віці 65 років та старші. Медіана віку мешканця становила 47,8 року. На 100 осіб жіночої статі у селищі припадало 114,3 чоловіків;  на 100 жінок у віці від 18 років та старших — 102,8 чоловіків також старших 18 років.
Середній дохід на одне домашнє господарство  становив 53 730 доларів США (медіана — 34 063), а середній дохід на одну сім'ю — 60 680 доларів (медіана — 42 083). За межею бідності перебувало 15,3 % осіб, у тому числі 60,0 % дітей у віці до 18 років та 17,5 % осіб у віці 65 років та старших.
Цивільне працевлаштоване населення становило 65 осіб. Основні галузі зайнятості: будівництво — 23,1 %, роздрібна торгівля — 18,5 %, науковці, спеціалісти, менеджери — 10,8 %, фінанси, страхування та нерухомість — 9,2 %.